# Geoffrey Trease
Geoffrey Trease, nato Robert Geoffrey Trease (Nottingham, 11 agosto 1909 – Bath, 27 gennaio 1998), è stato uno scrittore britannico, che scrisse ben 113 libri nel periodo che va dal 1934 al 1997. I suoi libri sono stati tradotti in venti lingue diverse. Egli è stato un noto scrittore di letteratura per bambini nella quale trattò argomenti storici scritti in modo molto aderente ai fatti narrati.

## Biografia
Geoffrey nacque a Nottingham nel 1909. La sua famiglia esercitava l'attività di commercio di vini, ma in giovane età Geoffrey decise di non seguire l'attività paterna per dedicarsi alla scrittura. Durante gli studi alla Nottingham High School egli scrisse delle storie, poemi ed una commedia in tre atti che venne rappresentata nel teatro della scuola. Vinse una borsa di studio per l'Università di Oxford e, anche se amava la vita dell'università,  trovò l'istruzione ottusa. Dopo un anno lasciò  Oxford per Londra, con l'intenzione di divenire uno scrittore. Si avviò per dar seguito a questa ambizione con la pubblicazione del libro per bambini, Bows Against the Barons, nel 1934.
Questo fu il primo dei suoi molti romanzi storici ed annunciò un approccio a scrivere per i giovani in maniera piuttosto radicale. Attraverso trame eccitanti, caratteri forti (sia maschili che femminili) ed attenzione meticolosa ai dettagli,  presentò ai suoi lettori un periodo o evento storico,  abilitandoli a recepire disinvoltamente la storia. Il suo senso della bellezza ed il credere nell'uguaglianza fra le persone è un tema esplorato in molti dei suoi libri e, all'interno delle loro trame storiche, il lettore perspicace riconoscerà molti parallelismi con i problemi contemporanei.
Le storie narrate vanno dall'Antica Grecia (The Crown of Violet) a tempi molto più recenti (fra gli altri) il Medioevo (Le torri di Granada), l'epoca elisabettiana (Cue for Treason, Cloak for a Spy), la restaurazione di Londra (Fire on the Wind, Popinjay Stairs), la rivoluzione francese (Thunder of Valmy), la rivoluzione bolscevica (The White Nights of St Petersburg) e la seconda guerra mondiale (Tomorrow is a Stranger, The Arpino Assignment). Altri storici avvenimenti del XX secolo sono illustrati nei libri  Bring Out the Banners, Shadow Under the Sea, Calabrian Quest e Song for a Tattered Flag.
Geoffrey scrisse anche delle storie moderne incentrate sulla vita di scuola, romanzi per adulti, drammi per la radio e la televisione e le biografie. Scrisse tre autobiografie:  A Whiff of Burnt Boats (1971), Laughter at the Door (1974), e nell'ultimo anno di vita , Farewell the Hills. Questo fu scritto per la sua famiglia ed i suoi amici, e venne pubblicato privatamente dopo la sua morte.
Egli pubblicò  113 libri prima di morire all'età di  88 anni a seguito di una malattia. Molti di essi vennero tradotti in venti lingue straniere sia in Europa che in Asia. Negli Stati Uniti vinse il premio per libri per l'infanzia del New York Herald Tribune nel  1966 per This is Your Century.
Egli visse a Colwall, località di campagna dell'Hertfordshire vicino a Great Malvern e trascorse gli ultimi anni della sua vita a Bath.
Fotografie che lo ritraggono sono visibili Qui.

## Opere

### Letteratura per l'infanzia

#### Romanzi per bambini
- Bows Against the Barons (Lawrence) (1934) in italiano L’ultima battaglia di Robin Hood, trad. di Ada Gobetti illustrazioni di Veniero Canevari, Roma, Edizioni di cultura sociale, 1953
- Comrades for the Charter  (Lawrence) (1934)
- The New House at Hardale (1934)
- Call to Arms (Lawrence) (1935)
- Missing from Home (Lawrence & Wishart) (1937)
- Mystery on the Moors (Black) (1937)
- The Christmas Holiday Mystery (Black) (1937)
- Detectives of the Dales (Black) (1938)
- In the Land of the Mogul (Black) (1938)
- Cue for Treason (Blackwell) (1940)
- Running Deer (Harrap) (1941)
- Grey Adventurer  (Blackwell) (1942)
- Black Night, Red Morning (Blackwell) (1944)
- Trumpets in the West (Blackwell) Edizione rivista 1994 (Piper) Paperback (1947)
- Silver Guard (Blackwell) (1948)
- The Hills of Varna (Macmillan Publishers) Titolo USA: Shadow of the Hawk (Vanguard) (1948)
- No Boats on Bannermere (Heinemann) (1949) (primo della serie Bannermere)
- The Secret Fiord (Macmillan_Publishers) (1950)
- Under Black Banner (Heinemann) (1951) (secondo della serie Bannermere)
- The Crown of Violet (Macmillan) titolo USA: Web of Traitors (Vanguard) (1952)
- Black Banner Players (Heinemann) (1952) (terzo della serie Bannermere)
- The Barons' Hostage (Phoenix House) edizione rivista 1973 (Brockhampton Press) (1952)
- The Silken Secret (Blackwell) (1953)
- The Island of the Gods (Children's Newspaper - serie 14 parti) (1954)
- Black Banner Abroad (Heinemann) (1954) (4th in Bannermere series)
- Word to Caesar (Macmillan) titolo USA: Message to Hadrian (Vanguard) (1955)
- The School Beyond the Snows (Children's Newspaper) (1955)
- The Gates of Bannerdale (Heinemann) (1956) (quinto della serie Bannermere)
- Mist over Athelney (Macmillan) titolo USA: Escape to King Alfred (Vanguard) (1958)
- Thunder of Valmy (Macmillan) titolo USA: Victory at Valmy (Vanguard) (1960)
- The House of Blue Dragons (Children's Newspaper - serie 16 parti) (1960)
- The Maythorn Story (Heinemann) (1960)
- Change at Maythorn (Heinemann) (1962)
- Follow my Black Plume (Macmillan) (1963)
- A Thousand for Sicily (Macmillan) (1964)
- The Red Towers of Granada (Macmillan) (1966)
- The White Nights of St Petersburg (Macmillan) (1967)
- Horsemen on the Hills (Macmillan) (1971)
- Popinjay Stairs (Macmillan) (1972)
- The Iron Tsar (Macmillan) (1975)
- Violet for Bonaparte (Macmillan) (1976)
- The Seas of Morning (Puffin) Paperback  (1976)
- The Field of the Forty Footsteps (Macmillan) (1977)
- Mandeville (Macmillan) (1980)
- Saraband for Shadows (Macmillan) (1982)
- The Cormorant Venture (Macmillan) (1984)
- Tomorrow is a Stranger (Heinemann) (1987)
- The Arpino Assignment (Walker) (1988)
- Shadow Under the Sea (Walker) (1990)
- Calabrian Quest (Walker) (1990)
- Song for a Tattered Flag (Walker) Paperback (1992)
- Fire on the Wind (Macmillan) (1993)
- Bring Out the Banners (Walker) (1994)
- No Horn at Midnight (Macmillan) (1995)
- Curse on the Sea (Hodder Children's Books) Paperback (1996)
- Cloak for a Spy (Macmillan) Paperback (1997)
- Danger in the Wings (Hodder Children's Books) (1997)

#### Per adolescenti
- The Fair Flower of Danger (Blackwell) (1955)
- The Dutch are Coming (Hamish Hamilton) (1965)
- Bent is the Bow (Nelson) (1965)
- The Runaway Serf (Hamish Hamilton) (1968)
- A Masque for the Queen (Hamish Hamilton) (1970)
- A Ship to Rome (Heinemann) (1972)
- A Voice in the Night (Heinemann) (1973)
- The Chocolate Boy (Heinemann) (1975)
- When the Drums Beat (Heinemann) (1976)
- The Spycatchers (Hamish Hamilton) (1976)
- The Claws of the Eagle (Heinemann) (1977)
- The Running of the Deer (Hamish Hamilton) (1982)
- A Flight of Angels (Macmillan) (1989)
- Aunt Augusta's Elephant (Macmillan) (1991)
- Henry, King to Be (Macdonald Young Books) (1995)
- Page to Queen Jane (Macdonald Young Books) (1996)
- Elizabeth, Princess in Peril (Macdonald Young Books) (1997)
- Mission to Marathon (A & C Black) (1997)

#### Altri libri per bambini
- Red Comet: A Tale of Travel in the USSR (Lawrence) (1937)
- Fortune, My Foe: The Story of Sir Walter Raleigh (Methuen) (1949)
- The Mystery of Moorside Farm - contiene anche The Secret of Sharn and In the Blood (Macmillan) (1949)
- The Young Traveller in India and Pakistan (Phoenix House) (1949)
- Enjoying Books (Phoenix House) (1951)
- The Young Traveller in England and Wales (Phoenix House) (1953)
- Seven Queens of England (Heinemann) (1953)
- Seven Kings of England (Heinemann) (1955)
- The Young Traveller in Greece (Phoenix House) (1956)
- Edward Elgar, Maker of Music (Macmillan) (1960)
- The Young Writer (Nelson) (1961)
- Wolfgang Mozart : The Young Composer (Macmillan) (1961)
- Seven Stages (Heinemann) (1964)
- This is Your Century (Heinemann) (1965)
- Seven Sovereign Queens (Heinemann) (1968)
- Byron, A Poet Dangerous to Know (Macmillan) (1969)
- D.H. Lawrence, The Phoenix and the Flame (Macmillan) (1973)
- Days to Remember, A Garland of Historic Anniversaries (Heinemann) brevi storie (1973)
- Britain Yesterday (Blackwell) (1975)
- A Wood by Moonlight and other Stories (Heinemann) brevi storie (1981)
- Timechanges: The Evolution of Everyday Life (Kingfisher) (1985)
- Looking through History: The Edwardian Era (Batsford) (1986)
- Hidden Treasure (Evans) (1989)

### Adulti

#### Romanzi
- Such Divinity (Chapman and Hall) (1939)
- Only Natural (Chapman and Hall) (1940)
- Snared Nightingale (Macmillan) (1957)
- So Wild the Heart (Macmillan) (1959)

#### Autobiografie
- A Whiff of Burnt Boats (Macmillan) (1971)
- Laughter at the Door (Macmillan) (1974)
- Farewell the Hills (stampa privata) (1998)

#### Altri per adulti
- The Supreme Prize (Arthur H Stockwell) Poems (c1926)
- The Unsleeping Sword (Martin Lawrence) (1934)
- Walking in England (Fenland Press) (1935)
- North Sea Spy (Fore) (1939)
- Clem Voroshilov - The Red Marshall (Pilot Press) (1940)
- Army without Banners (Fore) (1945)
- Tales Out of School (Heinemann) edizione rivista 1964 (1948)
- The Italian Story : From the Earliest Times to 1946 (Macmillan) (1963)
- The Grand Tour (Heinemann) (1967)
- Matthew Todd's Journal (Editor) (Heinemann) (1968)
- Nottingham: A Biography (Macmillan) (1970)
- The Condottieri: Soldiers of Fortune (Thames and Hudson) (1971)
- Samuel Pepys and his World (Thames and Hudson) (1972)
- London: A Concise History (Thames and Hudson) (1975)
- Portrait of a Cavalier (Macmillan) Biografia (1979)

### Lavori teatrali
- After the Tempest (pubblicato come Best One Act Plays of 1938) (Muller) (1938)
- The Dragon Who Was Different and Other Plays for Children (Muller) (1938)
- The Shadow of Spain and Other Plays (Blackwell) (1953)